# Hellmuth Marx

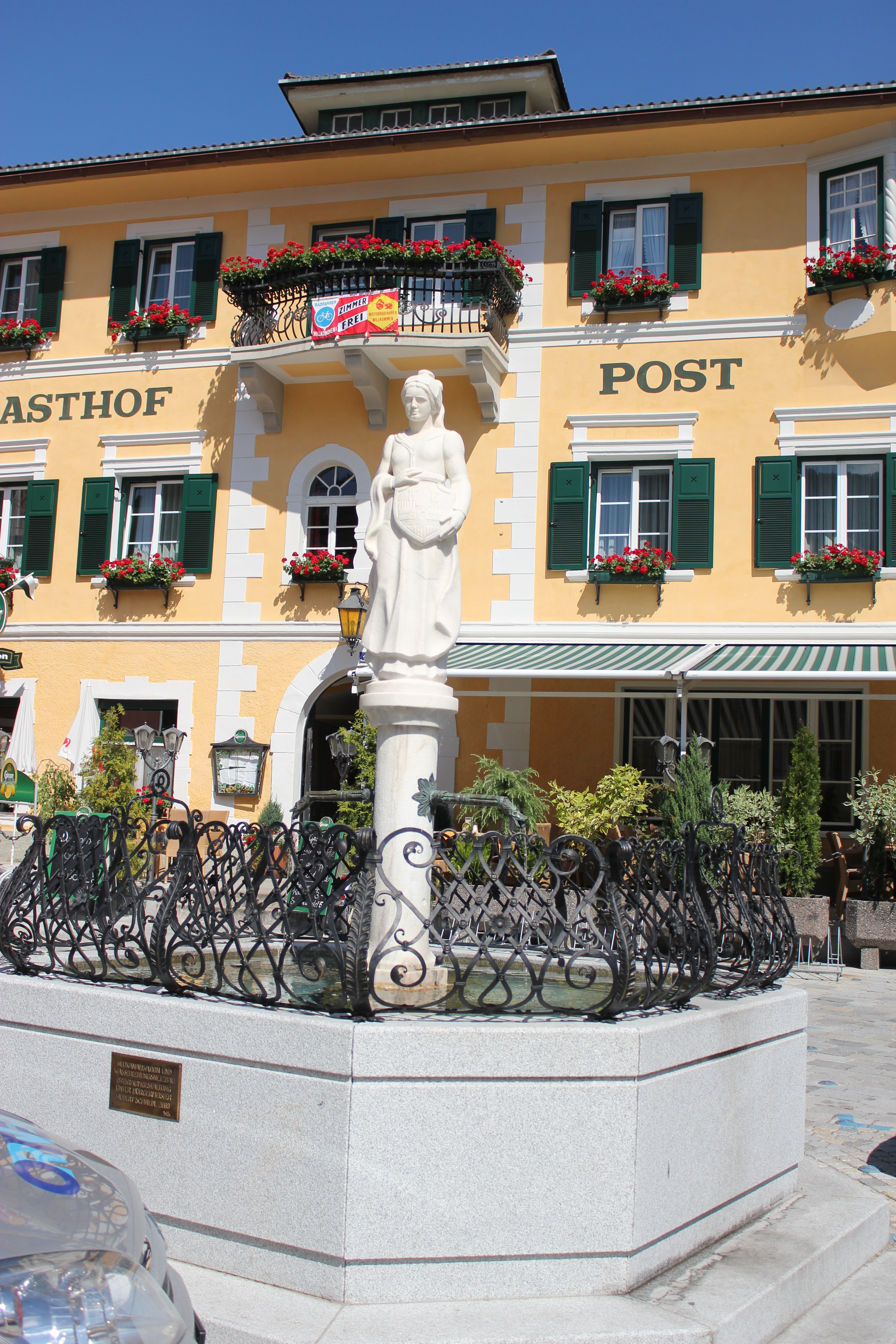
Marmorfigur Miss Oberdrauburg (Oberdrauburger Bürgerfrau mit Goldhaube) von Hellmuth Marx, mit dem Oberdrauburger Postplatzbrunnen

Hellmuth Marx (* 17. Juni 1915 in Linz; † 1. Jänner 2002 in Lienz) war ein österreichischer Bildhauer.

## Leben
Marx kam als jüngstes von fünf Kindern in Linz an der Donau zur Welt. Sein Vater, Viktor Marx aus Graz (1870–1928), war k. u. k. Offizier; seine Mutter, Clara Marx geb. Pichler (1876–1948), stammte aus Oberdrauburg (Gasthof Post).
1926 besuchte er die Mittelschule in Graz, Heimatstadt seiner Großmutter väterlicherseits (Theresia Pesendorfer aus einer Gewerkenfamilie). Er maturierte im  Juni 1933 am Marieninstitut.
Ab 1933 studierte er an der Technischen Hochschule in Graz sieben Semester  Architektur – möglicherweise den Vorbildern der Oberdrauburger Pichler-Verwandtschaft folgend – und war gleichzeitig an der Steirischen Landeskunstschule bei den Professoren Daniel Pauluzzi, Alfred Wickenburg und Fritz Silberbauer inskribiert. Er dürfte dort auch bei Wilhelm Gösser, dem Leiter einer Meisterklasse für Holz- und Steinbildhauerei, studiert haben. Wilhelm Gösser war der Sohn des Bildhauers Hans Brandstetter, der 1909 die Gedenktafel für den Dichter Friedrich Marx in Oberdrauburg geschaffen hat.
1938/39 zunächst eingezogen als Präsenzdiener in Klagenfurt, musste er in der Folge als Soldat an die Nordmeerfront einrücken. Die Kriegsgeschehnisse brachten ihn nach Lappland, Finnland und Norwegen bis Narvik. Den Militärdienst konnte er vom Mai 1939 bis Jänner 1940 unterbrechen, um nach einer erfolgreichen  Aufnahmeprüfung als Gast die Allgemeine Bildhauerschule an der Akademie der bildenden Künste in Wien zu besuchen. Hier war er auch im Wintersemester 1941/42 dank eines Studienurlaubs inskribiert.
1946/47 kehrte er nach Wien an die Akademie am Schillerplatz zurück, an die Meisterschule für Bildhauerei bei Josef Müllner. 1948 hatte er in Heiligenblut am Großglockner bei seiner Mutter und zwei Schwestern Aufnahme gefunden. Nach der Studienzeit in Wien blieb er vom Juni 1947 bis Herbst 1955 in Heiligenblut und begann ab 1948 als freischaffender Künstler zu arbeiten.
Nach Jahren des Pendelns zwischen Heiligenblut und Oberdrauburg ließ er sich hier endgültig bis zu seinem Tod nieder, im Stainernhaus am Postplatz (heute auch Marktplatz genannt).
Am 1. Jänner 2002 verstarb Hellmuth Marx in Lienz.

## Werke
Hellmuth Marx schuf als bildender Künstler gegenständliche Werke; in seinem Schaffen dominiert der menschliche Körper. In erster Linie war er Bildhauer. Abgesehen von diesem Hauptgebiet, daneben der Malerei, widmete sich Hellmuth Marx im Laufe seines Lebens auch den übrigen bildenden Künsten. Zur Bildhauer-Ausbildung gehörte das (Akt-)Zeichnen und Malen, das er zwischendurch  betrieb und später mit Fotografie ergänzte. Die Negative der Fotos, darunter Portrait-Aufnahmen, sind verloren gegangen. Hingegen wurde seit 2014 eine Reihe zuvor verschollen gewesener Werke Hellmuth Marx’ bekannt, insbesondere auch Werke, die der Künstler im Krieg mit einfachsten Mitteln an der Front hergestellt hatte. Die jüngste Entdeckung „Lienzer Marmor-Florian“ wird von Historikern und Marxologen noch immer untersucht. Letzte bekannte Position im öffentlichen Bereich war 1965 der Floriani-Brunnen am seinerzeitigen „Neuen Platz“ in Lienz. 1966 war zwar der Brunnen noch nachweisbar, die zugehörige weiße Marmorstatue jedoch entfernt. Die Wiederentdeckung dieser Statue im Jänner 2016 ist der Aufmerksamkeit der Freiwilligen Feuerwehr Lienz geschuldet.